# Концерт для фортепіано зі струнним оркестром (Шнітке)
Концерт для фортепіано зі струнним оркестром (Шнітке), написаний в 1979 році і є другим твором композитора в цьому жанрі після концерту 1960 року. Присвячений
Володимиру Крайнєву, який вперше публічно виконав цей твір. Концерт одночастинний, написаний у сонатній формі з ознаками варіаційності і сонатно-симфонічного циклу.
У Києві цей твір звучав в 1998 році в рамках фестивалю Київмузикфест у виконанні Євгенії Басалаєвої в супроводі ансамблю «Київські солісти» (диригував В.Сіренко)